# مارك ايسبوسيتو
مارك ايسبوسيتو (بالفرنسية: Marc Esposito)‏ هو كاتب سيناريو وصحفي ومخرج فرنسي، ولد في 16 يوليو 1952 في الجزائر في الجزائر.

## وصلات خارجية
- مارك ايسبوسيتو على موقع IMDb (الإنجليزية)
- مارك ايسبوسيتو على موقع ألو سيني (الفرنسية)
- مارك ايسبوسيتو على موقع ميوزك برينز (الإنجليزية)
- مارك ايسبوسيتو على موقع أول موفي (الإنجليزية)
- مارك ايسبوسيتو على موقع ديسكوغز (الإنجليزية)
- مارك ايسبوسيتو على موقع قاعدة بيانات الفيلم (الإنجليزية)
- مارك ايسبوسيتو على موقع كينوبويسك (الروسية)